# Monophyllanthe oligophylla
Monophyllanthe oligophylla är en strimbladsväxtart som beskrevs av Karl Moritz Schumann. Monophyllanthe oligophylla ingår i släktet Monophyllanthe och familjen strimbladsväxter. Inga underarter finns listade.